# Jerzy Zdrada
Jerzy Władysław Zdrada (né le 26 novembre 1936 à Częstochowa) est un historien et homme politique polonais.

## Biographie
Diplômé en 1960 de la Faculté de philosophie et d'histoire de l’université Jagellonne de Cracovie, il travaille jusqu’en 1984 à l’Académie polonaise des sciences. Depuis 1993, il est professeur de l’université Jagellonne. Il est spécialiste de l’histoire de la Pologne du XIXe siècle.  
Dans les années 1980, il est militant du mouvement syndical Solidarność. Après la chute du communisme, entre 1989 et 1997, il est député à la chambre basse du parlement polonais (Sejm). Entre 1997 et 2001, il est sous-secrétaire d'État à l’Éducation nationale dans le gouvernement de Jerzy Buzek.